# Cycle de Pilate
Le Cycle de Pilate est une série d'écrits apocryphes (lettres, relations, traditions et histoires) dont le lien direct ou indirect est Ponce Pilate. 

## Apocryphes

### Jugement de Pilate
Cet écrit apocryphe est appelé Sentenza di Pilato en italien. Dans cet écrit Ponce Pilate juge et condamne à mort Jésus. Contrairement aux autres écrits apocryphes du Cycle de Pilate, ce texte ne disculpe pas le préfet de Judée Ponce Pilate et ne donne pas de responsabilité au peuple juif.

### Anaphore de Pilate
Cet écrit apocryphe est appelé Anaphora Pilati en latin. Dans l'Anaphora Pilati, Ponce Pilate et sa femme Procla ont compris la divinité de Jésus. Ponce Pilate décrit les miracles, la mort et la résurrection de Jésus qu'il a été obligé de condamner à mort sous la pression des dirigeants juifs.

### Arrestation de Pilate
Cet écrit apocryphe est appelé Paradosis Pilati en latin. Après la lecture de l'Anaphora Pilati l'empereur Tibère s'indigne, ordonne l'arrestation de Ponce Pilate et le fait ramener enchaîné à Rome. Il lui demande comment il a pu ordonner la mort de Jésus auteur de si grands miracles et Ponce Pilate se justifie en accusant les Juifs. L'empereur Tibère décide alors de punir Ponce Pilate en le faisant décapiter. Dans ce récit apocryphe, Ponce Pilate est exonéré de la mort de Jésus et présenté comme un martyr dont la tête est ramassé par un ange après sa décapitation. Ce récit apocryphe n'est pas crédible car l'empereur Tibère n'est plus à Rome et s'est retiré dans l'île de Capri dans la baie de Naples.

### Lettre de Pilate à l'empereur Claude
La Lettre de Pilate à l'empereur Claude (CANT64) se trouve insérée dans les apocryphes bibliques Actes de Pierre et Paul et Évangile de Nicodème.
Si tous les événements racontés dans la Lettre de Pilate à l'empereur Claude se passent sous le règne de l'empereur romain Tibère, alors cet écrit apocryphe produit un anachronisme car Ponce Pilate est préfet de Judée sous le règne de l'empereur romain Tibère et non pas procurateur de Judée sous le règne de l'empereur romain Claude. Si un événement raconté dans la Lettre de Pilate à l'empereur Claude se passe sous le règne de l'empereur romain Claude, Ponce Pilate étant en disgrâce, alors cet écrit apocryphe ne produit pas un anachronisme. Pour Richard Adelbert Lipsius la Lettre de Pilate à l'empereur Claude est liée à un débat entre l'apôtre Pierre et Simon le mage samaritain qui a lieu sous le règne de l'empereur romain Claude.
La Lettre de Pilate à l'empereur Claude est utilisé comme un document officiel par l'empereur romain Néron lors de son interrogatoire de Simon le mage samaritain, de l'apôtre Pierre et de l'apôtre Paul à Rome.

### Lettres de Pilate et d'Hérode
La première est une lettre de Ponce Pilate à Hérode Antipas : le gouverneur de Judée rapporte les événements du Nouveau testament que Jésus-Christ a dispensé des enseignements puis qu'il est mort et ressuscité. Il serait apparu à la femme de Pilate, Procla, et Longin le Centurion qui l'écoutèrent, et qui crurent en Lui. Puis lorsqu'il fut ressuscité, Jésus dit à Pilate qu'il serait béni.
La deuxième est une réponse de Hérode Antipas, sur son lit de mort (« les vers sortent déjà de ma bouche »), où il pleure que le jugement de Dieu le Père, à la suite de la mort de Jean le Baptiste, soit sur lui : il relate la mort de Salomé (fille d'Hérodiade), de son fils Lesbonax, et que son épouse Hérodiade ait perdu un œil.

### Vengeance du Sauveur
Cet écrit apocryphe est appelé Vindicta Salvatoris en latin. Le récit apocryphe Vindicta Salvatoris raconte des événements qui se sont déroulés après la mort de Jésus. Titus et Vespasien détruisent Jérusalem pour punir les Juifs de cette mort injuste et emprisonnent Ponce Pilate. Cet écrit apocryphe n'a aucune crédibilité à cause de ses nombreuses inexactitudes historiques.

### Mort de Pilate
Cet écrit apocryphe est appelé Mors Pilati en latin.

### Guérison de Tibère
Cet écrit apocryphe est appelé Cura sanitatis Tiberii en latin. Dans cet écrit apocryphe, l'empereur Tibère malade ne peut plus être guéri par Jésus condamné à mort par Ponce Pilate qui est alors exilé à Ameria dans la région italienne d'Ombrie. Il est guéri par le voile de Véronique qui est retrouvé. Il est possible que ce récit soit forgé sur la légende d'Abgar en remplaçant l'image d'Édesse par le voile de Véronique, le roi Abgar par l'empereur Tibère et Thaddée (identifié par la tradition à l'apôtre Thaddée) par Véronique (identifiée par la tradition à la Femme hémorragique guérie par Jésus). L'empereur Tibère meurt à Misène dans la province de Naples le 16 mars 37 ap. J.-C.. Ce récit apocryphe n'est pas crédible car la disgrâce de Ponce Pilate n'a pas lieu après la mort de Jésus mais après sa répression d'un rassemblement de Samaritains en armes sur le Mont Gerizim.